# Општина Рона де Сус (Марамуреш)
Рона де Сус (рум. Rona de Sus) општина је у Румунији у округу Марамуреш.
Oпштина се налази на надморској висини од 343 m.